# Chiesa di Maria Santissima Immacolata (Dagala del Re)
La chiesa Maria Santissima Immacolata  è il principale luogo di culto di Dagala del Re, frazione di Santa Venerina, nella città metropolitana di Catania, ed è dedicata all'Immacolata Concezione.

## Storia

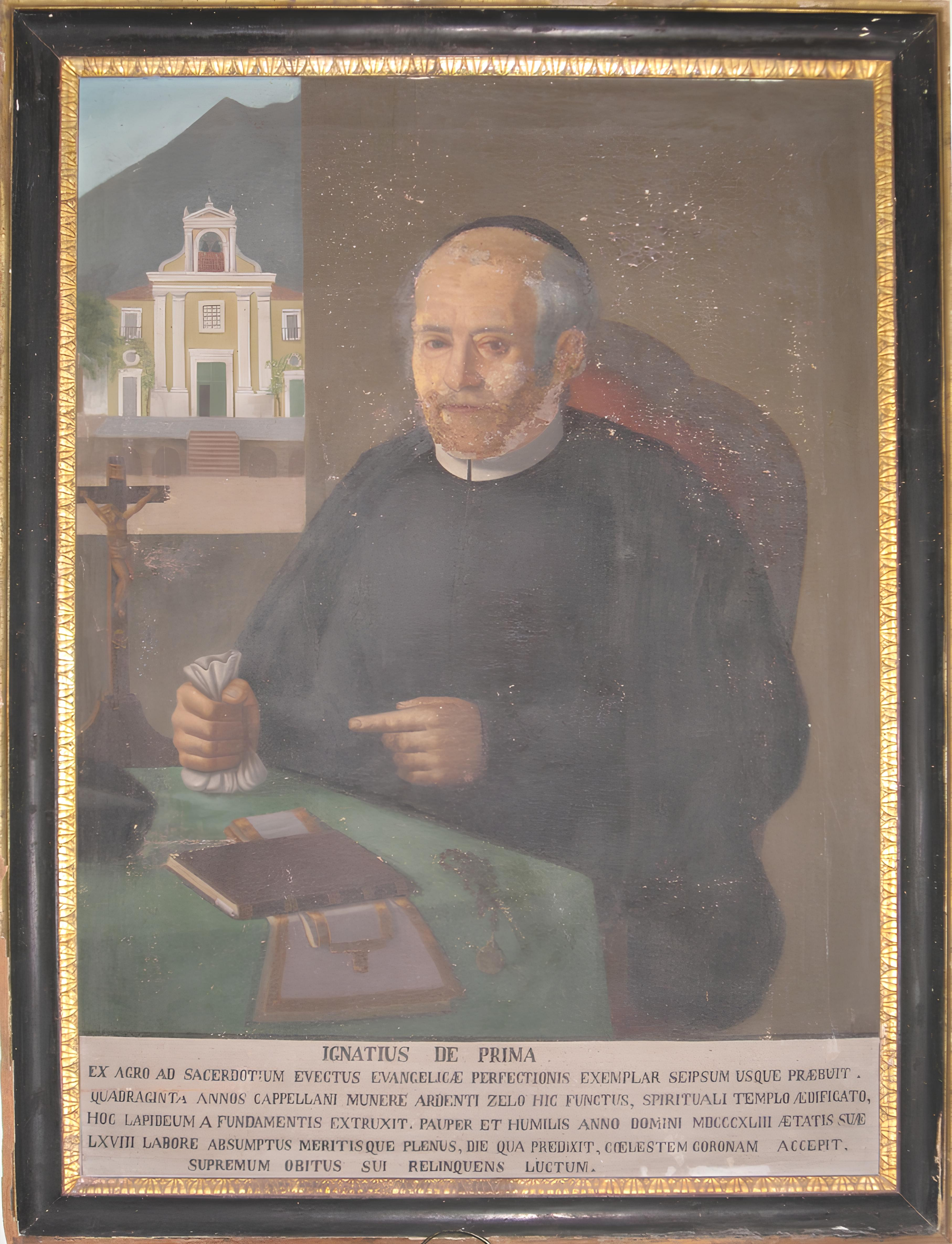
Tela di Don Ignazio Di Prima, nato a Dagala del Re nel 1780 e ivi morto nel 1843, cappellano della borgata. La tela, risalente alla metà dell'ottocento, raffigura, sullo sfondo, la nuova Chiesa di Maria Santissima Immacolata edificata nel 1843. La chiesa subirà altri cambiamenti fino al 1945

L'attuale Chiesa di Maria Santissima Immacolata di Dagala del Re venne costruita fra il 1843 e il 1909, ma affonda le sue radici nel 1631, quando il giovane acese Francesco Mazzullo ne promosse la costruzione. In un'epoca in cui il culto dell’Immacolata Concezione si stava diffondendo grazie alle ordinanze spagnole e ai viceré del Regno di Sicilia, Mazzullo fece edificare una chiesa dedicata a Maria Immacolata, la prima nei territori di Aci e Mascali. Nel 1632, divenuto sacerdote, Mazzullo dotò la chiesa di un beneficio per la celebrazione della Messa nei giorni festivi. Concesse a tal fine i proventi delle sue proprietà, trasformando la chiesetta in un luogo di culto stabile e punto di riferimento per i contadini della zona. Dopo il terremoto del 1693, che colpì duramente l’area, la chiesa fu ampliata tra il 1710 e il 1715 grazie alla donazione di Sebastiano Raciti, ricco proprietario locale. Dagala del Re si affermò così come centro di crescente devozione mariana. Nel 1742 fu fondata la Confraternita di Maria SS. Immacolata e nel 1740 giunse una reliquia del velo della Vergine. Durante il Settecento, la chiesa ospitò anche congregazioni religiose femminili e divenne centro di mutuo soccorso per i poveri. Dal 1750, con l’arrivo del primo cappellano Don Mario Tropia, la chiesa cominciò a ricevere una cura pastorale continuativa. Tra i cappellani si distinse Don Ignazio Di Prima, che guidò la comunità per oltre 30 anni e nel 1843 finanziò una nuova ricostruzione dell’edificio, ampliandolo a tre navate e dotandolo di torre campanaria. Nel 1922 fu elevata a parrocchia autonoma. Durante il XIX secolo, procuratori e amministratori locali contribuirono alla gestione economica dell’istituzione, non senza contrasti legali. Tra il 1904 e il 1909, sotto l’arciprete Don Francesco Russo, furono effettuati ulteriori ampliamenti, in particolare nell’abside, e realizzata una nuova canonica. Grazie a donazioni, come quella dei coniugi Pappalardo, fu possibile ampliare i locali annessi. Il prospetto attuale della chiesa fu completato nel 1915 e rifinito nel 1945.

## Descrizione

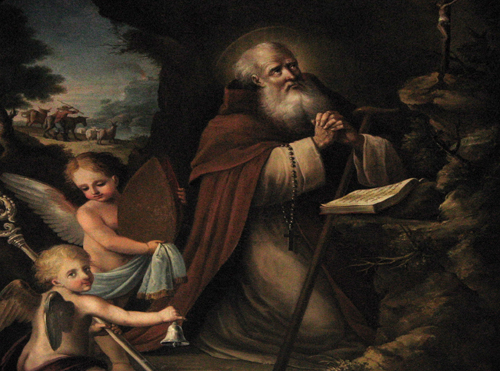
Sant'Antonio Abate, particolare - Pala d'altare di Giuseppe Zacco.

Gli esterni della chiesa sono caratterizzati da una facciata neoclassica con inserti barocchi.

## Opere d'arte
Nell'edificio religioso sono presenti le seguenti opere d'arte:
- Simulacro ligneo di Maria Immacolata (autore ignoto, 1878)
- Crocifisso Ligneo (autore ignoto, fine XVIII secolo inizi XIX secolo)
- Angeli lignei (XVIII secolo)
- Statua di San Luigi Gonzaga (fine XVIII secolo)
- Simulacro di Santa Maria Bambina (XVIII secolo)
- Sant'Antonio (la tela è posta nel primo altare nella Chiesa, realizzata da Giuseppe Zacco nel 1830. Il dipinto, donato per arricchire la chiesa, mostra Sant'Antonio Magno in preghiera circondato da angeli)
- Fuga in Egitto (la tela si trova nella navata sinistra. Il restauro del 2003 ha svelato una tela centinata: dalla forma originaria rettangolare ha assunto, infine, una forma con la sommità rotondeggiante. Questo potrebbe essere dovuto all'ampliamento della chiesa del 1843. L'opera potrebbe non essere della scuola di Paolo Vasta, ma risalire alla prima metà del XIX secolo)
- Immacolata Concezione (l'assenza di documenti rende difficile identificare l'autore di questa tela. Si presume che risalga alla seconda metà del XVIII secolo. Il volto della Vergine ha tratti diversi rispetto ai cherubini della scuola di Pietro Paolo Vasta. Il restauro ha svelato dettagli simili a quelli dei lavori di Michele Vecchio, che potrebbe essere l'autore. La sua carriera iniziò dopo il 1778 ad Acireale. Le sue immagini combinano simbolismo biblico e realismo, avvicinando la scena sacra ai fedeli. Altri attribuiscono la tela a Baldassarre Grasso)
- Sacro Cuore (tela di Francesco Patanè, 1941)
- San Sebastiano (tela dipinta nel 1887 da Nicola Attanasio, si trova nella navata sinistra dell'edificio. Attanasio insegnò a Catania dal 1886 al 1889. La critica Maria Accascina lodò il suo disegno. Potrebbe essere stata donata per abbellire la chiesa dopo l'ingrandimento del 1843)
- San Michele Arcangelo (il dipinto, risalente agli inizi del XVIII secolo, è attribuito all’artista Baldassarre Grasso, noto per il suo lavoro nelle chiese di Acireale)[2]